# Wapen van Rijnsaterwoude

Het wapen van Rijnsaterwoude

Het wapen van Rijnsaterwoude werd op 24 juli 1816 aan Zuid-Hollandse gemeente Rijnsaterwoude door de Hoge Raad van Adel in gebruik bevestigd. De gemeente is in 1991 samen met Leimuiden en Woubrugge opgegaan in de nieuw opgerichte gemeente Jacobswoude. Het wapen van Jacobswoude is afgeleid van de drie voormalige gemeentes die waren gefuseerd. Jacobswoude is in 2009 opgegaan in de nieuw gevormde gemeente Kaag en Braassem. Het wapen van Kaag en Braassem is eveneens hiervan afgeleid.

## Blazoenering
De blazoenering van het wapen luidde als volgt:
Van lazuur, beladen met een fasce en 3 liggende halve manen, alles van goud.
Het wapen bestond uit een blauw schild met een geheel gouden voorstelling, de zogenaamde Rijkskleuren. Op het schild een dwarsbalk. Boven de dwarsbalk twee wassenaars en onder de dwarsbalk een wassenaar. Deze zijn uitgevoerd als gezichtswassenaar.

## Geschiedenis
Het wapen is dat van het geslacht Van der Woude, tot 1557 heren van de heerlijkheden Rijnsaterwoude en Woubrugge. Het is gelijk aan het wapen van Woubrugge, met uitzondering van de wassenaars die alleen in het wapen van Rijnsaterwoude zijn uitgevoerd als gezichtswassenaars. Volgens Bakker zouden de wassenaars oorspronkelijk van zilver zijn geweest.

## Vergelijkbare wapens
De volgende wapens zijn vergelijkbaar met het wapen van Rijnsaterwoude:

Wapen van Jacobswoude
Wapen van Kaag en Braassem
Wapen van Woubrugge